# バイ・デザイン
バイ・デザイン株式会社（英称：byd:sign Corporation）は、独自のローコストオペレーションで低価格な薄型テレビの販売を行っていた日本の企業。主に中国企業のXocecoに生産委託をしていたファブレス形態だった。2011年に破産した。

## 概要
2003年にデルコンピュータ株式会社（現・デル株式会社）やパソコンメーカーのアキアの社長をしていた飯塚克美が立ち上げた。自社での製造工場を持たないファブレス形態で、アジア各地の協力メーカーに生産を委託し、また広告宣伝を自社ウェブサイトのみとすることでコストを削減した。製品の多くは中国製。大手テレビメーカーの垂直統合型に対し、水平分業型のビジネスモデルが特徴。取扱い製品は液晶テレビ、プラズマテレビ、DVDプレーヤー、一体型液晶テレビがメイン。サイズは10.2型から50型まであった。
大手家電メーカーがすべてデジタルチューナーになるなかで、アナログチューナーの製品を長らく販売していた。ハイビジョン対応でないものの、BtoB市場、主にカラオケ、病院、店頭用インフォメーションディスプレーに活用されていた。2007年6月15日に業界最多のHDMI端子を4つ搭載した地上・BS・110度CSデジタル放送に対応した42型フルハイビジョン液晶テレビを発売。当初総務省が定めた「2011年アナログテレビ放送終了」マークを使用していなかったが、2008年から同マークを使用した。破産時には24型～16インチの液晶テレビを販売していた。最後の製品は、2010年6月に発売した22型TVである。

## 破産に至る経緯
2004年1月27日放送の『日経スペシャル ガイアの夜明け』（テレビ東京）「敗者復活～ベンチャー社長の再挑戦～」において、飯塚社長と伊豆田伸吾取締役、資本金10万円（当時）のバイ・デザイン株式会社が取り上げられ、創業当時の薄型液晶テレビ製造販売の戦略と苦闘が紹介されている。2005年12月期には年売上高約54億6,500万円を計上し、2006年12月期も好調を維持して年売上高約75億円を計上した。しかしその後は、従業員の前会社の機密漏えい訴訟によるアメリカ市場での販売中止や、大手メーカー製品の低価格化などにより、2007年12月期は年売上高約61億円で約5億円の最終赤字に転落。一方で、販売業務への特化を図るために業務提携を結んだゼンテック・テクノロジー・ジャパンの不適切経理問題も発覚した。
2008年5月、純粋持株会社化を図り「バイ・デザイン・ホールディングス」に社名を変更。薄型テレビ事業を継承した「バイ・デザイン」を新設分割し、拡大・激化する薄型テレビ市場で再スタートした。しかし、事業資金確保の苦戦などで販売は伸び悩み、2009年12月期も年売上高は約18億7,100万円と低迷。別ブランドでの販売やデジタルフォトフレームの販売で、一時は販売を伸ばしたが赤字は改善できず、支払いに支障をきたし2011年になってからは事実上営業を停止していた。
2011年1月26日、東京地方裁判所よりバイ・デザイン・ホールディングスとともに破産手続開始決定を受けた。両社とも費用不足のため破産廃止（バイ・デザイン・ホールディングス：2011年9月1日付、バイ・デザイン：2012年3月1日付）し、完全消滅した。

## テレビ番組
- 日経スペシャル ガイアの夜明け 敗者復活 〜ベンチャー社長の再挑戦〜（2004年1月27日、テレビ東京）[5]
- 日経スペシャル カンブリア宮殿 「他社の力を使え! ～格安薄型テレビの魔術師～」（2007年6月11日、テレビ東京）- 出演：社長 飯塚克美[6]。